# Aselogna
Aselogna è una frazione del comune di Cerea, in provincia di Verona. La frazione è lontana dal centro cittadino quasi 5 km e sorge a sud di un'altra frazione comunale, Cherubine.

## Storia
La notizia più antica riguardante la frazione di Aselogna risale all'anno 923, data in cui viene ricordata come feudo di Verona.
La chiesa di Santa Maria Bambina, è ricordata nel 1460 per la prima volta, descritta come parrocchia con fonte battesimale e arredi ecclesiastici sufficienti per celebrare messa.
All'interno della chiesa è presente l'organo inaugurato nel 1892.
Tra le persone illustri che sono nate in questa frazione sono da ricordare:
- Isidoro Orlandi (1781-1853), autodidatta e cultore delle lettere.
- Alessandro Bazzani (1807-1892), patriota e cultore della lingua tedesca.

## Manifestazioni
La sagra della frazione si svolge nel secondo weekend di settembre